# Генцкен, Карл
Карл Август Генцкен (нем. Karl August Genzken 8 июня 1885, Прец — 10 октября 1957, Гамбург, ФРГ) — один из руководителей медицины нацистской Германии, группенфюрер СС (30 января 1943) и руководитель санитарной службы войск СС. Один из обвиняемых на Нюрнбергском процессе над врачами.

## Биография
По окончании средней школы в Преетце и гимназии в Киле в 1905 году, со следующего года начинает изучать медицину в университетах Тюбингена, Марбурга, Мюнхена и Киля. 21 сентября 1912 г. получил учёную степень доктора медицинских наук.
В 1912—1919 гг. служил офицером санитарной службы в военно-морских силах Германской империи. В этой должности занимался организацией медицинской помощи на подводных лодках, одновременно работая в ведомственном госпитале в Вильгельмсхафене. За свои заслуги во время Первой мировой войны награждён Железным крестом первого и второго класса. С 1919 по 1934 гг. — практикующий врач в своём родном городке Прец.
7 июля 1926 года вступил в НСДАП (партийный билет № 39 913), а 5 ноября 1933 года — в СС (207 954). В 1934 году в качестве офицера запаса ВМФ, некоторое время служил в министерстве рейхсвера референтом по делам мобилизации в военно-морском медицинском отделе. Затем в течение года проработал в качестве врача-эксперта в союзе больничных касс Большого Берлина.
1 сентября 1936 г. был назначен главным врачом госпиталя СС «Берлин» (нем. "SS-Lazarett Berlin") в Лихтерфельде, предназначенного для лечения военнослужащих подразделений Частей усиления СС и отрядов «Мёртвая голова».
С 1 февраля 1937 года стал преемником Фридриха Карла Дермитцеля — руководителя медико-санитарной службы отрядов «Мёртвая голова». Таким образом, он занимал должность старшего врача при командире отрядов «Мёртвая голова» и инспекторе концентрационных лагерей Теодоре Эйке.
На этой должности, кроме медперсонала обслуживающего охрану, ему также подчинялись врачи концлагерей, которые обязаны были подавать ежемесячный отчёт о состоянии здоровья заключённых. Без его санкции не мог производиться ни один медицинский опыт над заключенными концлагерей. Во время работы Генцкена в концлагерях стала применяться принудительная стерилизация, как мера по исполнению закона «О предотвращении рождения потомства с наследственными заболеваниями». Так, по разрешению Генцкена, вюрцбургский психиатр Вернер Хейде начал проводить опыты по проведению стерилизации и кастрации заключённых.
С осени 1939 по весну 1940 г. занимался созданием медико-санитарной службы 3-й дивизии СС «Тотенкопф». С апреля 1940 года и до конца второй мировой войны занимал пост начальника медико-санитарной службы войск СС. Также он был ответственен за проведение медицинских экспериментов на людях в концлагерях.

## Нюрнбергский процесс над врачами
Нюрнбергский процесс над врачами проходил с 9 декабря 1946 года по 20 августа 1947 года. Этот процесс был первым в череде двенадцати последующих Нюрнбергских процессов. Официально он назывался «США против Карла Брандта» и проводился во дворце правосудия Нюрнберга. Карл Генцкен был одним из обвиняемых.
Был признан виновным в военных преступлениях, преступлениях против человечности и участии в преступных организациях. Приговорён к пожизненному заключению. 31 января 1951 года срок был снижен до 20 лет. Досрочно освобождён 17 апреля 1954 года.

## Даты присвоения званий
- СС-Манн (5 ноября 1933)
- Штурмбаннфюрер СС (28 февраля 1936)
- Оберштурмбаннфюрер СС (20 апреля 1937)
- Штандартенфюрер СС (12 сентября 1937)
- Оберфюрер СС (20 апреля 1940)
- Бригадефюрер СС (1 августа 1941)
- Группенфюрер СС (30 января 1943)[3]

## Награды
- Шеврон старого бойца
- Железный крест 1-го класса (1914)
- Железный крест 2-го класса (1914)
- Почётный крест ветерана войны
- Крест военных заслуг 1-й степени с мечами
- Крест военных заслуг 2-й степени с мечами
- Золотой партийный знак НСДАП
- Медаль За выслугу лет в НСДАП в бронзе и серебре
- Кольцо «Мёртвая голова»
- Почетная сабля рейхсфюрера СС